# Скворцов, Иринарх Полихрониевич
Иринарх Полихрониевич Скворцов (1847—1921) — российский медик и педагог; профессор гигиены Императорского Харьковского университета; доктор медицины.

## Биография
Иринарх Скворцов родился 7 августа 1847 года в селе Ромашкино, Бузулукского уезда Самарской губернии в семье священника. Сперва учился в Самарской духовной семинарии. С 1870 года работал лекарем самарского земств, степень доктора медицины получил в Санкт-Петербургской медико-хирургической академии.
В 1874 году по защите диссертации «Материалы для анатомии и гистологии сердца и его оболочек» («Военно-медицинский журнал», 1874, и отдельно) И. П. Скворцов издал в печати ряд других трудов, среди которых наиболее известны следующие: «Гигиена и цивилизация» (1883), «Казанский водопровод» («Здоровье», 1874), «По поводу определения в воде органических веществ» (1874), «Обзор способов удаления из населенных мест нечистот» (1874), «Болезненность и смертность детей в Московском воспитательном доме» («Сборник сочинений судебной медицины», 1876), «Основные вопросы народной гигиены» («Сборник сочинений судебной медицины», 1877), «Ветлянская эпидемия и вызванные ею санитарные меры» (1882).
Из отдельно изданных трудов Скворцова наиболее заметны: «Курс практической гигиены» (в 2 частях, 1884—89), «Общепонятная гигиена» (удостоено Министерством народного просвещения большой премии императора Петра Великого, при 5-м присуждении в 1879 году), «Методы и планы санитарных исследований», «Общедоступная гигиена для военных».
В некоторых сочинениях и лекциях Скворцов высказывал совершенно революционные для своего времени воззрения на многие биологические явления (микробиоз, теория динамизма и пр.).
С 1 июля 1882 года был направлен в Варшавский университет экстраординарным профессором гигиены и медицинской больницы.
С 1885 года — заведующий кафедрой Императорского Харьковского университета (с 1885) и при этом (1898—1906) преподавал курс фабричной гигиены в Харьковском технологическом институте.
Сын — Владислав (1879—1959), советский фармаколог.
Иринарх Полихрониевич Скворцов умер в 1921 году.